# The Weather Project
The Weather Project est une installation du plasticien danois Olafur Eliasson exposée à la Tate Modern de Londres en 2003. Elle évoque un grand soleil jaune éclairant la pièce où se tiennent les visiteurs. Cette œuvre se raccorde à une autre œuvre d'Olafur Eliasson portant sur le même sujet et défend la même cause.